# Гонконзький китайський храм
22°20′26″ пн. ш. 114°10′37″ сх. д. / 22.3405° пн. ш. 114.177° сх. д.
Гонконзький китайський храм (кит. 中國香港聖殿, англ. Hong Kong China Temple) є 48-м діючим храмом Церкви Ісуса Христа Святих останніх днів.
Китайський храм Гонконгу розташований у тихому житловому районі Коулун Тонг, передмісті Гонконгу на півострові Коулун. Вражаюча споруда, натхненна колоніальною архітектурою Гонконгу, має вертикальні колони з художнього скла, прикрашені зовнішні стіни та захоплюючий водний об’єкт за межами закритого храму. Через дорогу від храму знаходиться триповерхова церква, яка містить будинок зборів, офіси місії, житлові приміщення та розподільний центр.
Церква вперше відправила місіонерів до Гонконгу в 1853 році. Майже 140 років потому, у 1992 році, тодішній Перший радник у Першому Президентстві Гордон Б. Хінклі оголосив про плани побудувати храм на цій території. Проте знайти ділянку для будівництва виявилося складним, особливо з огляду на високу вартість нерухомості в цьому районі. Нарешті було вирішено, що храм буде збудований на місці існуючого місіонерського будинку та каплиці.
Освячення Китайського храму в Гонконзі відбулося 26 травня 1996 року. Храм служить членам церкви з Індії, Таїланду, Шрі-Ланки, Сінгапуру, Монголії, Гуаму, Гонконгу, Малайзії, Камбоджі, Мікронезії, Маршаллових островів та Індонезії. Він має загальну площу 21 744 квадратних футів (2 020,1 м²).
29 січня 2019 року Церква Ісуса Христа Святих останніх днів оголосила про закриття храму 8 липня 2019 року на ремонт. Ремонтні роботи завершили 6 квітня 2022 року.
Заплановано повторне освячення 19 червня 2022 року.